# کامینو ال تالیامنتو
کامینو ال تالیامنتو (به ایتالیایی: Camino al Tagliamento) یک کومونه در ایتالیا است که در استان اودینه واقع شده‌است.

## خصوصیات
کامینو ال تالیامنتو ۲۲٫۶ کیلومترمربع مساحت و ۱٬۶۷۶ نفر جمعیت دارد.